# Secret Talents Award
Der YouTube Secret Talents Award wurde 2007 ins Leben gerufen und wurde letztmals 2011 veranstaltet. Er startete parallel mit der YouTube-Aktion „Deutschland-Star“. Der Wettbewerb diente zur Förderung der Kreativen der Plattform. Nutzer sollten ihr Talent unter Beweis stellen und wurden dazu aufgerufen, Videos auf den entsprechenden Seiten hochzuladen. Eine prominent besetzte Jury nominierte dann aus den eingesendeten Videos die Besten. Im Jahr 2007 war es eine Top 44, in den Jahren 2009 und 2010 eine Top 25 und im Jahr 2011 war es eine Top 6. Diese nominierten Videos wurden dann von der YouTube-Community bewertet. Der Wettbewerb endet mit einer Gala (2007 bis 2010 in Berlin, 2011 in Köln), zu der alle Nominierten eingeladen wurden. Auf dieser Gala wurde verkündet, wer den Award erhielt und somit die meisten Stimmen der Community erhalten hatte. Neben dem Secret Talents Award selbst wurden auch die Platzierungen 2 und 3 mit einem Award ausgezeichnet.

## Der Wettbewerb
Phase 1: Alle Interessenten senden ihre selbst erstellten Videos auf dem offiziellen Secret Talents Channel ein. Zugelassen werden Videos fast aller Kategorien. Tanz, Gesang, Instrumente, Rap, Comedy oder sonstige kreative Präsentationen. Vor der Einstellung in den Wettbewerb wird das Video auf Basis der Teilnahmebedingungen geprüft.
Phase 2: Nach Ende der Einsendephase werden die Videos von einer prominenten Jury gesichtet. Diese wählt innerhalb kurzer Zeit die besten Videos aus verschiedenen Kategorien aus. 2007 handelte es sich dabei um eine Top 44, in den Jahren 2009 und 2010 um eine Top 25, im Jahr 2011 nur um eine Top 6. Auf dem offiziellen Channel sowie auf Publikationsflächen auf YouTube werden diese Videos präsentiert und durch Werbekampagnen verschiedener Promis unterstützt. Die YouTube Community wie auch nicht angemeldete Nutzer können nun für ihren Favoriten abstimmen.
Phase 3: Nach der Abstimmungsphase werden die Stimmen der einzelnen Videos gezählt. Die Verkündung des Ergebnisses findet im Rahmen einer Gala-Show statt. Zu dieser Gala sind immer alle Nominierten eingeladen, da bis zur Verkündung in der Verleihungsshow keiner über das Ergebnis informiert wird.
Der Gewinn: Dem Gewinner winken ein Förderungsbudget, ein professioneller YouTube-Channel und Verträge in der passenden Kategorie. Zusätzlich erhält er natürlich den Secret Talents Award selbst. Auch die Plätze 2 und 3 werden mit einem Award ausgezeichnet.

### Änderungen
2011 wurden grundlegende Änderungen vollzogen. Zwar können die Teilnehmer immer noch Videos aller Kategorien einreichen, jedoch werden Cover-Versionen nur noch begrenzt zugelassen. Die bisherige Vorauswahl von 25 Finalisten wurde auf 6 Finalisten heruntergestuft. Diese werden von einer Jury ermittelt. Die 6 Topacts werden in einem Coaching auf eine Live-Performance vor einem großen Publikum vorbereitet. Alle sechs Nominierten werden an der Gala ihr Können live unter Beweis stellen. Die Gala fand 2011 zum ersten Mal nicht in Berlin, sondern in Köln statt. Unterstützt wurde sie von prominenten Liveacts. Das Event wurde auch erstmals live über Youtube ausgestrahlt und von TV-Ausstrahlungen auf Pro7 unterstützt. Moderatoren waren dieses Jahr Joko und Klaas.

## Gewinner
- 2007: Anna K (xXxAnnaCoraleexXx) (Gesang)
- 2009: Sven Gurrath (BillMcSven) (Dice Stacking)
- 2010: Marti Fischer (theclavinover) (Stimmenimitator)
- 2011: Benni und Josua (ElephantSlackliner) (Slackliner)
- 2011: Can C.(98Can) (Videobearbeitung)

## Wall of Fame
(YouTube-Profilnamen)
Finalisten 2007
DAKA0000, slalomroller, Xeetro, xXxAnnaCoraleexXx (unvollständig)
Finalisten 2009
BillMcSven, AMJumpen, friedrichsacher, Freestyleur24, LeaBecker, Airhan01, KokonuTdaynight, ElGuitaristo79, 000Slacker000, runeflax, michaelschulte, JanARnet(JanARlive), masataka953641, hardballattack, kbshowTV, pillidan, FabTheGap, Ciro129111, jbormann335, Froehlich89, andreasdietrich, cumioco, griesshexe23, andreasklein1978, emmilhc
Finalisten 2010
crossgolfportal, daveckecker, dianjiEc, einAstronaut, ElGuitaristo79(2), EvelinaTuccio feat. CHRISS PARKER (Christoph Kockelmann), fahbeee, Freestyleur24(3), gendertrafficmusic, JanARlive(2), joemaffay, jonianviolinist, JugglerJonny, KHAREZ, Kopfkinder, Luggy14, RaimoKlein, Schnecke300, skate2hell, Timmyssie1992, theclavinover, UsagiNanashi, videosniper, xXjjapcXx, Evelinabeauty
Finalisten 2011
AltanaBananaTV, cetiehole, ElephantSlackliner, footballfreestyler, trueschoolofficial, wgofficial